# Katastrofa kolejowa w Tahta
Katastrofa kolejowa w Tahta – katastrofa kolejowa, która wydarzyła się 26 marca 2021 roku w dzielnicy miasta Tahta, w prowincji Sauhadż w środkowym Egipcie; 460 km na południe od Kairu. Zginęło w niej 20 osób, a co najmniej 199 zostało rannych; straty oszacowano na około 26 milionów funtów egipskich (1,6 miliona dolarów). Incydent był spowodowany tym, że pociąg jadący na trasie Luksor–Aleksandria zatrzymał się nieplanowo w pobliżu stacji; z kolei drugi pociąg jadący tym samym torem nie zatrzymał się, co doprowadziło do zderzenia i wykolejenia się dwóch wagonów.

## Tło
Egipskie koleje mają długą historię wypadków kolejowych spowodowanych przez źle utrzymany sprzęt, zaniedbania i złe zarządzanie. Rząd odnotował prawie 11 tys. wypadków na liniach kolejowych w latach 2008–2017, w tym 1793 w 2017 oraz 2044 incydentów w 2018 roku. W 2018 Prezydent Abd al-Fattah as-Sisi stwierdził, że rząd potrzebuje około 250 miliardów funtów egipskich (ok. 14 miliardów dolarów), aby unowocześnić podupadły system kolejowy Egiptu.

## Wypadek
Do kolizji doszło w piątek 26 marca 2021 roku o 11:42 czasu lokalnego w dzielnicy miasta Tahta w muhafazie Sauhadż, około 460 km (290 mil) na południe od stolicy, Kairu. Według Egipskiego Ministerstwa Transportu pasażerowie w pierwszym pociągu (o numerze 157) jadącym z Luksoru do Aleksandrii zaciągnęli hamulce awaryjne podczas przejazdu między stacjami Al-Maragha i Tahta, jednakże według późniejszych ustaleń prokuratury zaprzeczono, jakoby zostały użyte hamulce bezpieczeństwa. Ministerstwo Zdrowia i koleje państwowe podały, że pierwszy pociąg zatrzymał się nieplanowo w pobliżu stacji w wiejskim miasteczku, a następnie został uderzony od tyłu przez drugi pociąg (o numerze 2011) jadący z Asuanu do Kairu, w wyniku czego zostały zniszczone dwa wagony, a trzeci się przewrócił. 

## Ofiary
Egipskie Ministerstwo Zdrowia kilka godzin po zderzeniu ogłosiło, że zginęły 32 osoby, w tym maszynista i asystent maszynisty jednego z dwóch pociągów, a co najmniej 165 zostało rannych. Później egipska minister zdrowia Hala Zayed stwierdziła, że liczba ofiar wyniosła 19 zabitych, a liczba rannych wzrosła do 185. W około 20 przypadkach zaliczonych do zgonów, okazało się, że poszkodowani byli w śpiączce i omyłkowo zostali zgłoszeni jako zmarli. 29 marca 2021 roku podano, że w kolizji zginęło 18 osób, a liczba rannych wzrosła do 200 osób, z których większość doznała złamań. 11 kwietnia 2021 poinformowano, że liczba ofiar śmiertelnych wzrosła do 20; liczba rannych to 199 osób

## Następstwa
Na miejsce zdarzenia wysłano ok. 70 karetek pogotowia, aby zajęły się rannymi pasażerami; wysłano również dwa samoloty z 52 zespołami medycznymi różnych specjalności. Ponadto wypadek zatrzymał ruch 46 pociągów w obie strony w Górnym Egipcie. 
Premier Mustafa Madbuli zapowiedział, że rodziny ofiar katastrofy otrzymają odszkodowanie w wysokości 100 000 funtów egipskich (ok. 6300 dolarów) i dożywotnie emerytury, z kolei ranne osoby dostaną 40 000 funtów egipskich (ok. 2500 dolarów). Następnie egipski minister ds. darowizn dr Muhammad Mukhtar Jumaa zapowiedział wypłatę pilnej pomocy rodzinom każdego zmarłego w wysokości 10 tys. funtów i 5 tys. funtów egipskich na każdego rannego w wypadku. Z kolei Uniwersytet Al-Azhar i inne organizacje pozarządowe również wyraziły chęć udzielenia pomocy społecznej ofiarom i ich rodzinom w zakresie edukacji, pracy i opieki psychologicznej.
6 kwietnia 2021 roku Afrykański Bank Rozwoju ogłosił, że udzielił pożyczki w wysokości 145 milionów euro (170 milionów dol.), która zostanie przeznaczona „na poprawę bezpieczeństwa operacyjnego i zwiększenie przepustowości sieci” egipskich linii kolejowych.

## Dochodzenie
27 marca 2021 roku w sprawie wypadku wszczęto dochodzenie. Dwa dni później Prokurator Generalny Egiptu oświadczył, że aresztowano osiem osób, w tym: maszynistów i ich asystentów z obydwu pociągów, kierownika kontroli ruchu z sąsiedniej muhafazy Asjut oraz trzech kontrolerów ruchu.
11 kwietnia 2021 roku egipska prokuratura oświadczyła, że nikogo nie było za sterami jednego z pociągów w momencie zderzenia się obydwu pociągów. Ponadto jeden z maszynistów i jego asystent wyłączyli system automatycznego sterowania pociągiem (ATC), aby móc jechać szybciej. Z kolei asystent maszynisty z zatrzymanego pociągu był pod wpływem haszyszu i opioidowego środka przeciwbólowego tramadol; pracownik wieży kontrolnej również zażywał haszysz. Nie wyjaśniono jednak, czy narkotyki miały wpływ na ich decyzje w czasie katastrofy. Dodano również, że kierownika kontroli ruchu również nie było na swoim miejscu w momencie wypadku, ponieważ opuścił biuro dyspozytorni bez upoważnienia na krótko przed katastrofą, natomiast dwaj pracownicy, których zostawił, wykazali rażące zaniedbanie. 
Ministerstwo Zdrowia i państwowe władze kolejowe poinformowały, że wypadek miał miejsce, gdy pociąg zatrzymał się nieplanowo w pobliżu stacji w wiejskim miasteczku. Ponadto według ustaleń zaprzeczono twierdzeniu władz kolejowych, że pierwszy pociąg zatrzymał się, ponieważ ktoś zaciągnął hamulec bezpieczeństwa. Pasażerowie, konduktorzy i inni pracownicy kolei będący w pociągu powiedzieli śledczym, że nie słyszeli głośnego hałasu, który normalnie powstaje przy zaciągnięciu hamulca bezpieczeństwa. Jednak w raporcie nie podano, dlaczego pociąg zatrzymał się nieplanowo.

## Reakcje
- Minister spraw zagranicznych Algierii złożył kondolencje oraz wyraził solidarność i współczucie swojego kraju dla rządu i narodu egipskiego[22].
- Król Salman ibn Abd al-Aziz przesłał kondolencje: „Dowiedzieliśmy się o kolizji pociągu w prowincji Sauhadż i wynikłych z niej ofiarach i rannych. Niech Bóg Wszechmogący błogosławi zmarłych rozmachem swojego miłosierdzia i przebaczenia oraz natchnie ich rodziny cierpliwością i pociechą oraz pobłogosławi rannych szybkim powrotem do zdrowia”[23].
- Król Bahrajnu Hamad ibn Isa Al Chalifa złożył kondolencje narodowi i rządowi Egiptu[24].
- Przewodniczący ChRL Xi Jinping stwierdził, że był zszokowany, gdy dowiedział się o wypadku. W imieniu rządu i narodu, a także we własnym imieniu złożył głębokie kondolencje ofiarom, przesłał szczere wyrazy współczucia rodzinom pogrążonym w żałobie, a także życzył rannym szybkiego powrotu do zdrowia[25].
- Minister spraw zagranicznych Grecji złożył kondolencje rodzinom ofiar: „Jesteśmy głęboko zasmuceni tragiczną wiadomością o wypadku kolejowym w Egipcie. Serdeczne kondolencje dla pogrążonych w żałobie rodzin i życzenia szybkiego powrotu do zdrowia rannym. W tym trudnym czasie wyrażamy naszą solidarność z narodem i rządem Egiptu”[26].
- Jordania złożyła kondolencje rządowi egipskiemu i jego obywatelom, a rzecznik Ministerstwa Spraw Zagranicznych i Emigracji ambasador Dhaifallah Ali Al-Fayez potwierdził solidarność Królestwa z rządem i ludem Egiptu[27].
- MSZ Kuwejtu wyraziło „głęboki żal z powodu strasznego zderzenia dwóch pociągów w Egipcie” i potwierdziło swoją „sympatię i pełne poparcie dla tamtejszych braci”[28].
- MSZ wydało oświadczenie: „Pakistan solidaryzuje się z braterskim Egiptem w tej godzinie smutku. Oddajemy nasze modlitwy w intencji ofiar śmiertelnych i życzymy szybkiego powrotu do zdrowia osobom poszkodowanym w wypadku. Życzymy również, aby Allah Wszechmogący okazał cierpliwość i wyrozumiałość rodzinom pogrążonym w żałobie”[29].
- Prezydent Palestyny Mahmud Abbas przesłał kondolencje, mówiąc: „Z wielkim żalem przyjęliśmy wieści o dziesiątkach ofiar i rannych z waszego braterskiego ludu, (...) składamy wam, rodzinom ofiar i braterskiemu narodowi egipskiemu nasze najszczersze kondolencje”[30].
- Szef parlamentu Turcji Mustafa Şentop złożył kondolencje przewodniczącemu parlamentu i mieszkańcom Egiptu[31].
- Prezydent ZEA Chalifa ibn Zajid Al Nahajjan i premier Muhammad ibn Raszid Al Maktum przesłali kondolencje prezydentowi Egiptu Abd al-Fattahowi as-Sisiemu[24].